# Fase de Classificació de la Copa del Món de Rugbi 1999-Repesca
En les eliminatòries de classificació de la Copa del Món de Rugbi de 1999, hi havia dos posicions disponibles a una repesca entre els set equips classificat. Tres estaven representació d'Europa i un d'Àfrica, Àsia, Amèrica i Oceania.
Els equips es van dividir en dos grups i van jugar un format d'eliminatòries a doble volta amb l'equip africà classificat directament per a la final del seu grup. Els dos guanyadors de cada grup van aconseguir el bitllet per la fase final del torneig.

## Repesca 1
|  | Semifinal     | Semifinal     | Semifinal     | Semifinal | Semifinal |    |       | Final | Final | Final | Final | Final |
|  |               |               |               |           |           |    |       |       |       |       |       |       |
|  | Tonga         | Tonga         | 37            | 27        | 64        |    |       |       |       |       |       |       |
|  | Geòrgia       | Geòrgia       | 6             | 28        | 34        |    |       |       |       |       |       |       |
|  |               |               |               |           |           |    | Tonga | Tonga | 58    | 82    | 140   |       |
|  |               | Corea del Sud | Corea del Sud | 26        | 15        | 41 |       |       |       |       |       |       |
|  | Països Baixos | Països Baixos | 31            | 14        | 45        |    |       |       |       |       |       |       |
|  | Corea del Sud | Corea del Sud | 30            | 78        | 108       |    |       |       |       |       |       |       |

| Tonga | 37–6 | Geòrgia | 6 de març de 1999 {{{time}}} - Nukuʻalofa, Tonga |
|       |      |         | 6 de març de 1999 {{{time}}} - Nukuʻalofa, Tonga |

| Geòrgia | 28–27 | Tonga | 28 de març de 1999 {{{time}}} - Tbilisi, Geòrgia |
|         |       |       | 28 de març de 1999 {{{time}}} - Tbilisi, Geòrgia |

| Tonga | 31–30 | Corea del Sud | 14 de març de 1999 {{{time}}} - Amsterdam, Països Baixos |
|       |       |               | 14 de març de 1999 {{{time}}} - Amsterdam, Països Baixos |

| Corea del Sud | 78–14 | Països Baixos | 4 abril 1999 {{{time}}} - Seül, Corea del Sud |
|               |       |               | 4 abril 1999 {{{time}}} - Seül, Corea del Sud |

| Tonga | 58–26 | Corea del Sud | 16 abril 1999 {{{time}}} - Nukuʻalofa, Tonga |
|       |       |               | 16 abril 1999 {{{time}}} - Nukuʻalofa, Tonga |

| Corea del Sud | 15–82 | Tonga | 4 maig 1999 {{{time}}} - Seül, Corea del Sud |
|               |       |       | 4 maig 1999 {{{time}}} - Seül, Corea del Sud |

## Repesca 2
|  | Semifinal | Semifinal | Semifinal |  |  | Final   | Final   | Final |
|  |           |           |           |  |  |         |         |       |
|  |           |           |           |  |  | Marroc  | Marroc  | 24    |
|  | Uruguai   | Uruguai   | 79        |  |  | Uruguai | Uruguai | 36    |
|  | Portugal  | Portugal  | 33        |  |  |         |         |       |

| Uruguai | 46–9 | Portugal | 13 de març de 1999 {{{time}}} - Montevideo, Uruguai |
|         |      |          | 13 de març de 1999 {{{time}}} - Montevideo, Uruguai |

| Portugal | 24–33 | Uruguai | 3 abril 1999 {{{time}}} - Lisboa, Portugal |
|          |       |         | 3 abril 1999 {{{time}}} - Lisboa, Portugal |

| Uruguai | 18–3 | Marroc | 18 abril 1999 {{{time}}} - Montevideo, Uruguai |
|         |      |        | 18 abril 1999 {{{time}}} - Montevideo, Uruguai |

| Marroc | 21–18 | Uruguai | 1 maig 1999 {{{time}}} - Casablanca, Marroc |
|        |       |         | 1 maig 1999 {{{time}}} - Casablanca, Marroc |

- Uruguai i Tonga accedeixen a la fase final de la Copa del món de Rugbi 1999.